# Laneuville-à-Rémy
Laneuville-à-Rémy är en kommun i departementet Haute-Marne i regionen Grand Est (tidigare regionen Champagne-Ardenne) i nordöstra Frankrike. Kommunen ligger i kantonen Wassy som tillhör arrondissementet Saint-Dizier. År 2017 hade Laneuville-à-Rémy 66 invånare.
Åren 1972–2012 var Laneuville-à-Rémy en del av kommunen Robert-Magny-Laneuville-à-Rémy, tillsammans med Robert-Magny.